# Salvatore Cascio
Salvatore Cascio, noto anche con lo pseudonimo di Totò Cascio (Palazzo Adriano, 8 novembre 1979), è un attore e personaggio televisivo italiano.

## Biografia
Diventa un personaggio televisivo partecipando da bambino al Maurizio Costanzo Show, programma ideato e condotto da Maurizio Costanzo su Canale 5. All'età di 9 anni esordisce sul grande schermo, nel film Nuovo Cinema Paradiso di Giuseppe Tornatore, con il ruolo del protagonista Salvatore "Totò" Di Vita da bambino, personaggio che da adulto è interpretato dall'attore francese Jacques Perrin. Tale ruolo gli porta il successo internazionale e la conquista del British Academy of Film and Television Arts nella categoria attore non protagonista (il più giovane a riceverlo). Tornatore, che lo aveva scelto per Nuovo Cinema Paradiso conducendo una serie di provini nelle scuole elementari siciliane, lo inserisce anche nel cast del suo successivo film, Stanno tutti bene (1990), nel ruolo di un altro personaggio che da adulto viene impersonato da Jacques Perrin.
Nei primi anni novanta partecipa ad altri film nel ruolo di coprotagonista, incide un 45 giri in coppia con Fabrizio Frizzi dal titolo L'orso, abbandonando infine le scene dopo l'ultima interpretazione in Jackpot del 1992. Nel 1999 riappare sugli schermi ne Il morso del serpente, regia di Luigi Parisi. Nel 2014 è tra gli interpreti del film documentario Protagonisti per sempre di Mimmo Verdesca, film vincitore nel 2015 del Giffoni Film Festival come miglior documentario, in cui, per la prima volta, dopo anni di lontananza dalle scene, racconta le esperienze e le scelte che hanno caratterizzato la sua carriera e la sua vita di attore bambino tra i più popolari.
Il 17 febbraio 2022 esce la sua autobiografia dal titolo La gloria e la prova. Nel volume racconta la "gloria" del cinema e la "prova" da affrontare in riferimento alla retinite pigmentosa, patologia di cui è affetto.
Si considera cattolico.

## Filmografia
- Nuovo Cinema Paradiso, regia di Giuseppe Tornatore (1988)
- Diceria dell'untore, regia di Beppe Cino (1990)
- C'era un castello con 40 cani, regia di Duccio Tessari (1990)
- Stanno tutti bene, regia di Giuseppe Tornatore (1990)
- Il ricatto 2, regia di Vittorio De Sisti – film TV (1990)
- Il mio papà è il Papa, regia di Peter Richardson (1991)
- Jackpot, regia di Mario Orfini (1992)
- Festival, regia di Pupi Avati (1996)
- Il morso del serpente, regia di Luigi Parisi – film TV (1999)
- Enzo, domani a Palermo!, regia di Daniele Ciprì e Franco Maresco, (1999)
- Padre Speranza, regia di Ruggero Deodato – film TV (2005)
- Protagonisti per sempre, regia di Mimmo Verdesca – documentario (2014)
- A occhi aperti, regia di Mauro Mancini – cortometraggio (2021)

## Riconoscimenti
- BAFTA
  - 1991 –Miglior attore non protagonista per Nuovo Cinema Paradiso

- Ciak d'oro
  - 1990 – Candidatura al miglior attore non protagonista per Nuovo Cinema Paradiso

- Young Artist Award
  - 1990 – Miglior ragazzo non protagonista per Nuovo Cinema Paradiso